# Caprice en couleurs
Pour plus de détails, voir Fiche technique et Distribution.
Caprice en couleurs (Begone Dull Care) est un film abstrait d'animation canadien des réalisateurs Norman McLaren et Evelyn Lambart sorti en 1949.
Utilisant la technique du film direct, McLaren et Lambart peignirent et grattèrent directement sur la pellicule 35 mm pour créer une musique visuelle à l'aide de la trame sonore extraite du répertoire du jazzman canadien Oscar Peterson. 
Le film est produit par l'Office national du film du Canada. En 2005, il est désigné comme une « Œuvre magistrale » par le Trust pour la préservation de l’audiovisuel du Canada (en).
Pour illustrer que la musique est une langue universelle, le film ouvre avec crédits en sept langues : anglais et français (les deux langues officielles du Canada), et aussi espagnol (Fantasía en Colores), hindi (रंग बाहार; Raṅga Bāhāra), italien (Capriccio a Colori), russe (Красочная Фантазия; Krasotchnaya Fantaziya), et allemand (Trübsal Ade!)

## Fiche technique
- Titre : Caprice en couleurs
- Titre anglais : Begone Dull Care
- Réalisation : Norman McLaren et Evelyn Lambart
- Musique : Trio d'Oscar Peterson
- Montage : Norman McLaren
- Producteur : Norman McLaren
- Société de production et de distribution : Office national du film du Canada
- Pays : Canada
- Genre : animation expérimentale
- Format : 35 mm
- Durée : 7 minutes 48 secondes
- Date de sortie : 1949
- Distribution : Office national du film du Canada

## Distinctions
- 1950 : Prix Génie : Prix Spécial
- 1950 : Mostra de Venise : Prix spécial soulignant la contribution essentielle de la démarche expérimentale adoptée par Norman McLaren et ses associés à l'égard de la cinématographie
- 1951 : Berlinale : Plaque d'argent - Meilleur film documentaire/culturel